# Corpuscularia taylori
Corpuscularia taylori är en isörtsväxtart som först beskrevs av Nicholas Edward Brown, och fick sitt nu gällande namn av Schwant.. Corpuscularia taylori ingår i släktet Corpuscularia, och familjen isörtsväxter. Inga underarter finns listade i Catalogue of Life.